# Liste der Monuments historiques in Amance (Aube)
Die Liste der Monuments historiques in Amance führt die Monuments historiques in der französischen Gemeinde Amance auf.

## Liste der Objekte
| Bezeichnung                                                   | Beschreibung | Standort                                                                      | Kennzeichnung | Schutzstatus | Datum | Bild |
| ------------------------------------------------------------- | --- | ----------------------------------------------------------------------------- | ------------- | ------------ | ----- | ---- |
| Skulptur Madonna mit Kind                                     | Kalkstein, farbig gefasst und vergoldet, 17. Jahrhundert                                                                  | La Ville-aux-Bois-lès-Vendeuvre, in der Kirche Assomption-de-la-Vierge (Lage) | PM10004477    | Inscrit      | 1976  |      |
| Grabstein für Nicolas de Rochetaillée und Jeanne de Amoncourt | Kalkstein, bezeichnet 1496 und 1500                                                                                       | La Ville-aux-Bois-lès-Vendeuvre, in der Kirche Assomption-de-la-Vierge (Lage) | PM10000028    | Classé       | 1913  |      |
| Skulptur Heilige Katharina                                    | Holz, farbig gefasst und vergoldet, 18. Jahrhundert                                                                       | La Ville-aux-Bois-lès-Vendeuvre, in der Kirche Assomption-de-la-Vierge (Lage) | PM10004470    | Inscrit      | 1976  |      |
| Skulptur Heiliger Nikolaus                                    | Holz, farbig gefasst und vergoldet, 18. Jahrhundert                                                                       | La Ville-aux-Bois-lès-Vendeuvre, in der Kirche Assomption-de-la-Vierge (Lage) | PM10004471    | Inscrit      | 1976  |      |
| Schrank                                                       | Eichenholz, 18. Jahrhundert                                                                                               | Amance, in der Mairie (Lage)                                                  | PM10004426    | Inscrit      | 1985  |      |
| Hauptaltar                                                    | Altartisch, Tabernakel, Retabel und Exposition; Holz, farbig gefasst und vergoldet, 18. Jahrhundert; zugehörig PM10004473 | La Ville-aux-Bois-lès-Vendeuvre, in der Kirche Assomption-de-la-Vierge (Lage) | PM10004472    | Inscrit      | 1976  |      |
| Gemälde Mariä Himmelfahrt                                     | Ölfarbe auf Leinwand, 18. oder 19. Jahrhundert; nach Carlo Maratta                                                        | La Ville-aux-Bois-lès-Vendeuvre, in der Kirche Assomption-de-la-Vierge (Lage) | PM10004473    | Inscrit      | 1976  |      |
| Prozessionsstab der Muttergottesbruderschaft                  | Holz, farbig gefasst, 18. Jahrhundert                                                                                     | La Ville-aux-Bois-lès-Vendeuvre, in der Kirche Assomption-de-la-Vierge (Lage) | PM10004475    | Inscrit      | 1980  |      |
| Skulptur Heiliger Sebastian                                   | Holz, farbig gefasst, 17. Jahrhundert                                                                                     | La Ville-aux-Bois-lès-Vendeuvre, in der Kirche Assomption-de-la-Vierge (Lage) | PM10004476    | Inscrit      | 1976  |      |
| Sessel                                                        | Eichenholz, bemalt, zweite Hälfte des 18. Jahrhunderts                                                                    | Amance, in der Mairie (Lage)                                                  | PM10000029    | Classé       | 1977  |      |
| Taufbecken                                                    | Kalkstein, 16. Jahrhundert                                                                                                | Amance, in der Kirche St-Martin-les-Hivers (Lage)                             | PM10000026    | Classé       | 1913  |      |
| Skulptur Heiliger Eligius                                     | Holz, farbig gefasst und vergoldet, 18. Jahrhundert                                                                       | La Ville-aux-Bois-lès-Vendeuvre, in der Kirche Assomption-de-la-Vierge (Lage) | PM10004474    | Inscrit      | 1976  |      |
| Gemälde Grablegung                                            | Ölfarbe auf Holz, 16. Jahrhundert; verschwunden                                                                           | Amance, in der Kirche St-Martin-les-Hivers (Lage)                             | PM10000025    | Classé       | 1913  |      |
| Kirchenfenster                                                | aus dem 16. Jahrhundert                                                                                                   | Amance, in der Kirche St-Martin-les-Hivers (Lage)                             | PM10000027    | Classé       | 1913  |      |
| Skulptur Madonna                                              | Holz, 16. Jahrhundert; in der Mairie deponiert                                                                            | Amance, in der Kirche St-Martin-les-Hivers (Lage)                             | PM10004425    | Inscrit      | 1974  |      |